# Veszprémi püspökök listája
Az egyik legősibb magyarországi püspökség, melynek székesegyházának alapításában Szent István felesége, Gizella is közreműködött. Ebből következően a veszprémi püspököt (episcopus Vesprimiensis) illette meg a királyné-koronázás joga és a királynéi kancellár tiszte.

## Veszprémi püspökök listája
| Pecsét/Kép | Név                                      | Hivatali idő                            | Megjegyzések |
| --- | ---------------------------------------- | --------------------------------------- | --- |
| | István                                   | 1000                                    | |
| | Beneta (Benedek)                         | 1046                                    | |
| | András                                   | 1058                                    | |
| | Kozma (Cosmas)                           | 1086–1091                               | |
| | Almár (Almarius)                         | 1091–1093                               | |
| | Máté                                     | 1102–1113                               | |
| | Nana                                     | 1121–1131                               | |
| | Martyrius                                | 1132–1134                               | |
| | Péter                                    | 1135–1138                               | |
| | Pál                                      | 1142–1143                               | |
| | Péter                                    | 1156                                    | |
| | János                                    | 1164                                    | |
| | Benedek                                  | 1171                                    | |
| | János                                    | [ 1179–1186 és 1188–1199 ] 1181–1199    | A Magyar Archontológiában 1179 és 1186 között, majd 1188 és 1199 között megyés püspök (valószínűleg egy személy!).      |
| | Kalenda (Kalanda)                        | 1199–1209                               | |
| | Róbert                                   | 1209–1226                               | |
| | Bertalan                                 | 1226–1244                               | |
| | Kaplony nembeli Zlaudus                  | 1244–1262                               | |
| | Balogh nembeli Szécsi Pál                | 1263–1275                               | |
| | Héder nembeli Péter                      | 1275. április 3.– 1288                  | |
| | Rád nembeli Benedek                      | 1289. november 30.– 1311. július 11.    | |
| | Ákos nembeli István                      | 1311. október 7.– 1322. október 8.      | Más forrásokban Kéki István.                                                                                            |
| | Henrik                                   | 1323. február 26.– 1333. május 6.       | |
| | Piast Meskó                              | 1334. április 26.– 1343. április 17.    | Előtte nyitrai püspök.                                                                                                  |
| | Büki István                              | 1344. augusztus 9.– 1345. március 2.    | Más forrásokban Harkácsi István. Előbb csanádi püspök, majd kalocsai érsek.                                             |
| | Galhard de Carceribus                    | 1345. március 2.– 1346. július 19.      | Mint csanádi püspök áthelyezve, de székét nem tudta birtokba venni.                                                     |
| | Dorozsma nembeli Garai János             | 1347. január 7.– 1357. október 28.      | Egyben királyi kápolnaispán.                                                                                            |
| | Gilétfi László                           | 1358–1372                               | |
| | Déméndi László                           | 1372. október 27.– 1377. október 2.     | Előbb nyitrai, majd váradi püspök.                                                                                      |
| | Péter                                    | 1377. október 2.– 1379. január 3.?      | Más forrásokban Siklósi Péter. Előbb győri püspök.                                                                      |
| 1379. február 11.–március 12. között üres |                                          |                                         | |
| | Himfy Benedek                            | 1379. május 10.– 1387. augusztus        | Más forrásokban Himházi Benedek.                                                                                        |
| 1387. augusztus 22.–szeptember 22. között üres |                                          |                                         | |
| | Jánoki Dömötör                           | 1387. szeptember 22.– 1391              | először |
| | Maternus                                 | 1392. január 30.– 1395                  | 1395-ben széket cserélt Jánoki Dömötör erdélyi püspökkel.                                                               |
| | Jánoki Dömötör                           | 1395–1398                               | másodszor |
| | Kápolnai Mihály                          | 1399–1402                               | |
| | György                                   | 1403–1424                               | |
| | Albeni János                             | 1407–1410                               | |
| | Sándor                                   | 1411                                    | |
| 1411. június 2.–1418. március 12. között üres az egyházmegyét 1412 és 1424 között Branda da Castiglione bíboros irányítja mint apostoli adminisztrátor |                                          |                                         | |
| | Rozgonyi Péter                           | 1417. augusztus 15.– 1425               | A veszprémi káptalan 1417. november 26- án választotta meg, V. Márton azonban csak 1424. augusztus 5-én erősítette meg. |
| | Uski János                               | 1426. január 6.– 1428                   | |
| | Rozgonyi Simon                           | 1428. augusztus 30.– 1439               | Majd egri püspök. |
| 1439–1440 között üres az egyházmegyét 1440. február 16.–május 9. között Dominis János zenggi püspök irányítja mint apostoli kormányzó |                                          |                                         | |
| | Gatal nembeli Gathalóczi Mátyás          | 1440. május 9.– 1457                    | |
| | Kaplony nembeli Vetési Albert            | 1458. június 16.– 1486                  | |
| 1487–1488 között üres |                                          |                                         | |
| | ifj. Vitéz János                         | 1489–1499                               | |
| | Szatmári György                          | 1499. december 23.– 1502. február 14.   | |
| | gróf Frangepán Gergely                   | 1502. április 18.– 1503. június 21.     | Majd kalocsai érsek. |
| | Isvalies Péter                           | 1503. június 21.– 1511. szeptember 11.  | bíboros |
| | graborjai Beriszló Péter                 | 1512– 1520. május 20.                   | |
| | Gutkeled nembeli Kisvárdai Várdai Pál    | 1520–1524                               | |
| | Szalaházi Tamás                          | 1525– 1526. november 1.                 | Más forrásokban Zalaházi János. Később egri püspök és kancellár.                                                        |
| | Kecsethy Márton                          | 1528. január 1.– 1549. március 6.       | |
| | Bornemissza Pál                          | 1549. november 4.– 1553                 | |
| | Köves András                             | 1553–1568                               | |
| | Liszthy János                            | 1568–1572                               | |
| | Fejérkövy István                         | 1572. október 27.– 1587. augusztus 13.  | Majd nyitrai püspök. |
| | gróf Forgách Ferenc                      | 1587. december 22.– 1596. július 10.    | Valószínűleg egyházmegyéjében soha nem járt. Később nyitrai püspök.                                                     |
| 1596–1599 között üres |                                          |                                         | |
| | Monoszlói András                         | 1599. június 21.– 1601. december 11.    | |
| 1601–1603 között üres |                                          |                                         | |
| | Csák nembeli Újlaki Lajos                | 1603–1605                               | |
| | Naprágyi Demeter                         | 1605–1606                               | |
| | Lépes Bálint                             | 1608. április 9.– április 19.           | |
| | Radovics Péter                           | 1608                                    | |
| | Ergelics Ferenc                          | 1608. december 1.– 1628. július 11.     | Eredetileg Hasszanovics Péter. Előtte pécsi, majd zágrábi püspök.                                                       |
| | báró kissennyei Sennyey István           | 1628. július 11.– 1630. február 25.     | Később győri megyés püspök.                                                                                             |
| | csikmádéfalvi Szentandrássy István       | 1630                                    | |
| | felistáli Dávid Pál                      | 1630. október 25.– 1633. január 19.     | |
| | gróf zombori Lippay György               | 1633. február 1.– 1637. május 1.        | Előbb pécs, majd egri püspök, esztergomi érsek. 1635-től királyi kancellár is.                                          |
| | orbaviai Jakusics György                 | 1637. május 2.– 1642. november 21.      | Később egri püspök |
| | báró magyarbéli Bosnyák István           | 1642. november 21.– 1644. szeptember 4. | Korábban pécsi, később nyitrai püspök.                                                                                  |
| | pohronci Szelepcsényi György             | 1644. augusztus 7.– 1648. április 18.   | Később nyitrai püspök.                                                                                                  |
| | sárvár-felsővidéki Széchényi György      | 1648. április 18.– 1658. január 24.     | Előbb pécsi, majd győri püspök.                                                                                         |
| | Hoffmann Pál                             | 1658. január 24.– 1659. június 24.      | Előbb pécsi püspök. |
| | ifj. báró kissennyei Sennyei István      | 1659. július 27.– 1687. április 10.     | |
| 1684–1686 között üres |                                          |                                         | |
| | gróf sárvár-felsővidéki Széchényi Pál    | 1687. április 26.– 1710. május 22.      | 1696. április 12-étől kalocsai érsek is, majd a két egyházmegyét Sümegből kormányozta.                                  |
| | gróf Volkra Ottó János                   | 1710–1720                               | |
| 1721–1722 között üres |                                          |                                         | |
| | gróf galántai Esterházy Imre             | 1723. január 17.– 1725. augusztus 31.   | 1725-től esztergomi érsek és prímás                                                                                     |
| | Acsády Ádám Péter                        | 1725. szeptember 7.– 1744. október 10.  | Egyben Veszprém vármegye főispánja.                                                                                     |
| | padányi Biró Márton                      | 1745. március 18.– 1762. augusztus 16.  | Egyben Veszprém vármegye főispánja.                                                                                     |
| | nagymányai és aranyosmaróti Koller Ignác | 1762. szeptember 15.– 1773. április 4.  | Egyben Veszprém vármegye főispánja.                                                                                     |
| 1773–1777 között üres |                                          |                                         | |
| | pészaki Bajzáth József                   | 1777. február 1.– 1802. február 24.     | |
| 1802–1808 között üres |                                          |                                         | |
| | szentkirályszabadjai Rosos Pál           | 1808. április 29.– 1809. június 14.     | |
| 1809 üres az egyházmegyét 1809. július 23.–1809 augusztusa között Hornyik János igazgatja mint káptalani helynök |                                          |                                         | |
| | Kurbély György                           | 1809. augusztus 11.– 1821. május 27.    | |
| 1821–1823 között üres az egyházmegyét 1821. június 1.–1822. június 7. között Hornyik János 1822. június 9.–1823. augusztus 26. között pedig Kiss Ferenc igazgatja mint káptalani helynök |                                          |                                         | |
| | makói és geleji Makay Antal              | 1823. március 7.– 1825. január 8.       | korábban besztercebányai püspök                                                                                         |
| | Kopácsy József                           | 1825. február 26.– 1838. december 20.   | 1838. december 20-ától esztergomi érsek                                                                                 |
| 1838–1842 között üres 1839. január 6.–1842. február 24. között az egyházmegyét Kopácsy József esztergomi érsek igazgatja mint apostoli kormányzó |                                          |                                         | |
| | gróf zicsi és vázsonykői Zichy Domonkos  | 1842. február 20.– 1849. március 4.     | lemondott, korábban rozsnyói püspök                                                                                     |
| | Ranolder János                           | 1849. október 27.– 1875. szeptember 12. | 1862-től pápai trónálló                                                                                                 |
| 1875–1877 között üres |                                          |                                         | |
| | Kovács Zsigmond                          | 1877. május 6.– 1887. június 28.        | |
| | báró hornburgi Hornig Károly             | 1888. április 17.– 1917. február 9.     | 1912. december 12-étől bíboros                                                                                          |
| | Rott Nándor                              | 1917. május 16.– 1939. március 3.       | |
| | Tóth Tihamér                             | 1939. március 3.– 1939. május 5.        | |
| | Czapik Gyula                             | 1939. július 19.– 1943. május 7.        | 1943. május 7-étől egri érsek                                                                                           |
| 1943–1944 között üres az egyházmegyét Czapik Gyula igazgatja mint apostoli kormányzó |                                          |                                         | |
| | Mindszenty József                        | 1944. március 3.– 1945. október 2.      | 1945. október 2-ától esztergomi érsek                                                                                   |
| 1945–1946 között üres az egyházmegyét Bánáss László igazgatta mint apostoli kormányzó |                                          |                                         | |
| | Bánáss László                            | 1946. szeptember 4.– 1949. április 19.  | |
| Az egyházmegyét 1949. április 19.–augusztus 30. között Hoss József igazgatta mint általános helynök. |                                          |                                         | |
| | Badalik Sándor Bertalan                  | 1949. június 10.– 1965. október 10.     | 1957. augusztus 15-étől akadályozva. Előbb Hejcén, majd 1964. októberétől Budapesten kényszerlakhelyen.                 |
| Az egyházmegyét 1957. szeptember 12.–1959. június 6. között Klempa Sándor Károly mint püspöki általános helynök 1959. június 6.–1965. október 10. között pedig mint apostoli kormányzó vezeti. |                                          |                                         | |
| 1965. október 10.–1975. január 10. között üres az egyházmegyét 1965. október 10.–1972. február 8. között Klempa Sándor Károly mint apostoli kormányzó 1972. február 8.–1974. február 2. között Lékai László Girus Tarasii-i címzetes püspök, apostoli kormányzó 1974. február 2.–1975. január 10. között Kádár László mint apostoli kormányzó igazgatja. |                                          |                                         | |
| | Kádár László                             | 1975. január 10.– 1978. március 2.      | 1978. március 2-ától egri érsek                                                                                         |
| 1978. március 2.–1979. március 31. között üres az egyházmegyét Paskai László igazgatja mint apostoli kormányzó |                                          |                                         | |
| | Paskai László                            | 1979. március 31.– 1982. április 5.     | 1982. április 5-étől kalocsai koadjutor érsek                                                                           |
| 1982. április 5.–1983. szeptember 3. között üres az egyházmegyét Szendi József igazgatja mint apostoli kormányzó |                                          |                                         | |
| | Szendi József                            | 1983. szeptember 3.– 1993. május 30.    | 1993. május 30-ától veszprémi érsek                                                                                     |
| 1993-ban II. János Pál pápa Veszprémet érsekséggé emelte. |                                          |                                         | |
| | Szendi József                            | 1993. május 30.– 1997. augusztus 14.    | |
| | Márfi Gyula                              | 1997. augusztus 14.– 2019. július 12.   | |
| | Udvardy György                           | 2019. július 12.–                       | |